# Vol du trésor d'Édouard II d'Angleterre

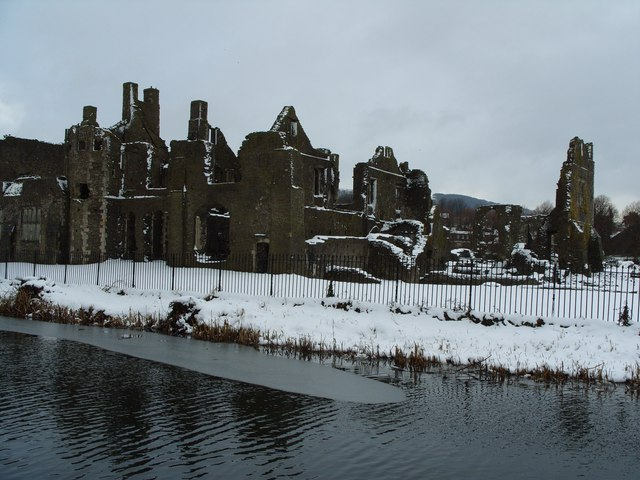
Les ruines de l'abbaye de Neath, où Édouard II a résidé quelque temps en 1326 avant sa capture.

Le vol du trésor du roi d'Angleterre Édouard II a probablement lieu à Swansea en novembre 1326, peu après la chute du pouvoir du roi et sa capture par ses adversaires politiques.

## Contexte
Le 2 octobre 1326, un soulèvement est mené à Londres contre le roi d'Angleterre Édouard II et son favori Hugues le Despenser par la foule locale, acquise à la cause de la reine Isabelle de France et de la noblesse anglaise mécontente. Le roi et son favori s'enfuient en précipitation de la capitale, accompagnés du trésorier John Langton. Après une tentative de fuite avortée vers l'Irlande en raison des vents contraires, le parti du roi se réfugie en Galles, où Despenser possède de vastes domaines protégés par de solides forteresses. Le 20 octobre, alors qu'il se trouve à Chepstow, Édouard obtient de Langton le transfert de 29 000 livres. Le 27, le roi et son favori atteignent le château de Cardiff, avant de rejoindre deux jours plus tard celui de Caerphilly. Le 2 novembre, ils quittent Caerphilly, où ils laissent à la garde de la garnison commandée par le fils aîné de Despenser la moitié du trésor royal, soit une somme d'environ 14 000 livres. Transitant par Margam, Édouard II et Hugues le Despenser arrivent le 5 novembre à Neath, possession appartenant à Despenser.
De leur côté, la reine Isabelle et son amant Roger Mortimer poursuivent lentement le roi et reçoivent sans cesse des renforts supplémentaires. Ils s'arrêtent à Hereford, où ils ordonnent au comte Henri de Lancastre de localiser et capturer Édouard et Despenser. Le 10 novembre, le roi, accompagné de son favori, du chancelier Robert Baldock et de quelques partisans, quitte Neath. Le 16, ils sont interceptés dans une forêt près de Llantrisant par le clerc Rhys ap Howel, un agent de Roger Mortimer. Rhys remet immédiatement les captifs au comte de Lancastre. Ce dernier amène Despenser à Hereford, où il est exécuté le 24 novembre sur ordre de la reine Isabelle pour avoir été la cause de la discorde entre elle et le roi. De son côté, le roi est incarcéré à Kenilworth et est déposé en son absence par les barons à Londres en janvier 1327. La reine et Mortimer, désormais dirigeants effectifs de l'Angleterre, font sans doute assassiner le roi déchu en captivité en septembre de la même année pour empêcher tout retournement de situation en sa faveur.

## Enquêtes et découvertes sporadiques
Le 20 mars 1327, Caerphilly, dernier bastion de la résistance aux partisans de la reine Isabelle, capitule après de longues négociations. Isabelle s'empare de la moitié du trésor laissé au château par le roi en novembre 1326. Toutefois, l'autre moitié demeure introuvable et semble avoir été perdue dans la tourmente suivant l'arrestation d'Édouard II à Llantrisant. Cette disparition conduit à plusieurs enquêtes, dont la dernière est ordonnée par le roi Édouard III en 1331. Les enquêteurs Richard Peshale et David de la Bere concluent qu'au début du mois de novembre 1326 le trésor a été apporté sur ordre d'Édouard II de Neath à Swansea, où il devait être gardé par le connétable du château de Kidwelly. Le sort du trésor reste indéterminé par la suite. Bien que les membres de la garnison de Kidwelly, le baron Robert de Penres de Penrice, la noblesse de Gower et même les enquêteurs commissionnés par Édouard III aient été soupçonnés de s'être emparé du trésor à Swansea, aucune preuve n'a pu être retenue à leur encontr. Le patriarche de la famille Dwnn de Kidwelly, Cadwgan ap Gruffydd, alors vassal du comte de Lancastre en 1326, est interrogé avec sept membres de sa famille en 1334, mais leurs réponses n'apportent aucun indice à l'enquête royale. 

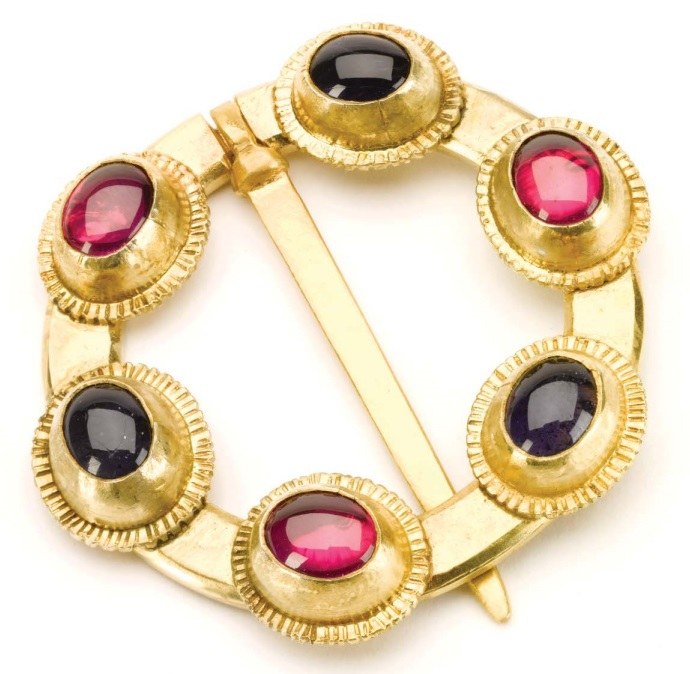
Réplique moderne de la broche d'Oxwich.

En novembre 1956, au cours de travaux de restauration entrepris à l'abbaye de Neath, un trésor dissimulé hâtivement sous terre et contenant une centaine de pièces d'argent datant des règnes d'Édouard Ier et d'Édouard II est découvert. Les pièces de monnaie ont toutes été frappées avant 1326 et les études menées ont conclu qu'elles provenaient du trésor d'Édouard II pillé après sa capture. En 1968, une broche en or de 44 millimètres datant du premier quart du XIVe siècle est découverte lors de rénovations conduites au château d'Oxwich, situé dans la péninsule de Gower. Il est communément admis que cette broche figurait dans le trésor royal déposé à Swansea. Bien que la broche ait pu être achetée bien plus tard par la famille Mansel qui a bâti le manoir d'Oxwich au XVIe siècle, celle-ci a acquis par mariage en 1400 les possessions de la famille Penres, dont l'un des membres a été inclus en 1331 dans la liste des suspects du vol du trésor,.